# Statue de Charles de Gaulle (Londres)
La statue de Charles de Gaulle est une sculpture en bronze réalisée par l'architecte Bernard Wiehahn pour le piédestal et la sculptrice Angela Conner. Elle est située dans les jardins de Carlton dans la cité de Westminster, à Londres. Charles de Gaulle, le chef de la France libre, installe son gouvernement en exil au no 4 Carlton Gardens.
La fille de Winston Churchill, Mary Soames, contemporain du général De Gaulle, fait campagne pour l’érection de la statue. Le monument est dévoilé par la reine mère Elizabeth Bowes-Lyon le 23 juin 1993 en présence de Jacques Chirac, alors maire de Paris, et du président de l'Assemblée nationale Philippe Séguin, ainsi que de la chauffeure et traductrice de De Gaulle Olivia Jordan. De Gaulle est représenté sous l'uniforme d'un général de brigade. La statue est l'une des 39 à Londres entretenues par English Heritage, dont la majorité se trouve à Westminster.
L'ambassade de France commémore De Gaulle à la statue chaque année. Le président français, Emmanuel Macron, dépose une gerbe lors de sa visite à Londres le 18 juin 2020, à l'occasion du 80e anniversaire du discours de résistance de De Gaulle.
La collecte de fonds enthousiaste pour la statue par le public britannique conduit à des appels pour qu'une statue de Churchill soit placée dans la capitale française, ce qui est chose fait en 1998,.